# 통보리사초
통보리사초(Carex kobomugi)는 한국 각지의 해변의 모래땅에 흔히 군생하는 여러해살이 풀로서 땅속줄기는 나무질이며 길게 가로로 뻗는다. 줄기의 높이는 10-20cm 정도이다. 잎은 길이가 10-30cm, 폭4-6mm이다 